# Irwin Allen
Irwin Allen (n. 12 iunie 1916, New York City, New York, SUA – d. 2 noiembrie 1991, Santa Monica, California, SUA) a fost un regizor american de filme, documentare și  emisiuni de televiziune și producător de film care a devenit cel mai notabil ca „Maestru al Dezastrului” datorită lucrărilor sale din genul film cu dezastre. Este de asemenea notabil pentru crearea unor seriale științifico-fantastice de televiziune ca Tunelul Timpului sau Planeta giganților. 

## Filmografie parțială
| An   | Film                            | Regizor | Producător | Scenarist | Note |
| ---- | ------------------------------- | ------- | ---------- | --------- | --- |
| 1953 | The Sea Around Us               | Da      | Da         | Da        | Documentar Premiul Oscar pentru cel mai bun film documentar                                                                                    |
| 1954 | Dangerous Mission               |         | Da         |           | |
| 1956 | The Animal World                | Da      | Da         | Da        | Documentar |
| 1957 | The Story of Mankind            | Da      | Da         | Da        | Documentar |
| 1960 | The Big Circus                  |         | Da         | Da        | |
| 1960 | The Lost World                  | Da      | Da         | Da        | |
| 1961 | Voyage to the Bottom of the Sea | Da      | Da         | Da        | |
| 1962 | Five Weeks in a Balloon         | Da      | Da         | Da        | |
| 1972 | The Poseidon Adventure          | Da      | Da         |           | A regizat doar secvențele de acțiune [second unit director (nemenționat)] Nominalizare— Premiul Globul de Aur pentru cel mai bun film dramatic |
| 1974 | The Towering Inferno            |         | Da         |           | Nominalizare—Premiul Oscar pentru cel mai bun film                                                                                             |
| 1978 | The Swarm                       | Da      | Da         |           | |
| 1979 | Beyond the Poseidon Adventure   | Da      | Da         |           | |
| 1980 | When Time Ran Out               |         | Da         |           | |
| 1983 | Cave-In!                        |         | Da         |           | |

## Legături externe
- Irwin Allen la Internet Movie Database
- Irwin Allen la CineMagia.ro
- Irwin Allen's Gravesite
- Irwin Allen Wiki
- Irwin Allen Profile